# Кончино (Смоленская область)
Кончино — деревня в Кардымовском районе Смоленской области России. Входит в состав Нетризовского сельского поселения. 
Расположена в центральной части области в 19 км к юго-западу от Кардымова, в 15 км восточнее автодороги А141 Орёл — Витебск. В 6 км северо-восточнее деревни расположена железнодорожная станция Конец на линии Смоленск — Сухиничи. 

## История
В годы Великой Отечественной войны деревня была оккупирована гитлеровскими войсками в августе 1941 года, освобождена в сентябре 1943 года.